# Tell Me When
«Tell Me When» (рус.  «Скажи, когда») — сингл британской синтипоп-группы The Human League из альбома Octopus, изданный 27 декабря 1994 года лейблом EastWest Records.
«Tell Me When» стал первым синглом из альбома и был выпущен задолго до выхода Octopus. Он стал первой записью группы на лейбле EastWest Records и попал в американский Billboard Hot 100.
Успех сингла возвещал о триумфальном возвращении коллектива на музыкальную арену, так как «Tell Me When» стал самым успешным хитом The Human League за последние четыре года. Композиция была записана ещё в 1991 году, но не была выпущена так как Virgin Records, с которым The Human League сотрудничали с конца 1970-х, отказался её издавать и коллективу пришлось заключить контракт с лейблом EastWest Records. Многие поклонники группы думали, что после 1990 года The Human League прекратили свою деятельность. Однако Филип Оки сообщил, что они никогда не прекращают писать песни и гастролировать.
Сингл стал хитом в Великобритании, попав в UK Singles Chart на шестое место. 
«Tell Me When» был продан тиражом в 200 000 копий в Великобритании. В США сингл активно раскручивали радиостанции Radio I FM и Capital 95.8 MD.
Композиторами песни были Филип Оки и Пол Кристофер Роберт. Продюсером песни выступил Иэн Стэнли, а режиссёром видеоклипа на неё был Энди Морэхен.

## Список композиций
CD 1 1994, East West (YZ882CD1)
1. «Tell Me When» (7" Edit) — 4:42
2. «Tell Me When» (Mix 1) — 5:09
3. «Kimi Ni Mune Kyun» (YMO Vs The Human League) — 4:55
4. «The Bus To Crookes» — 4:52

CD 2 1994, East West (YZ882CD2)
1. «Tell Me When» (Mix 2) — 6:11
2. «Tell Me When» (Red Jerry Remix) — 7:36
3. «Tell Me When» (Strictly Blind Dub) — 5:51
4. «Tell Me When» (Overworld Mix) — 6:26
5. «Tell Me When» (Mix 1) — 5:09

U.S. CD 1994, East West Records America (66147-2)
1. «Tell Me When» (Utah Saints Mix 2) — 6:12
2. «Tell Me When» (Red Jerry Mix) — 7:36
3. «Tell Me When» (Strictly Blind Dub) — 5:51
4. «Tell Me When» (Edit Version Overworld Mix) — 5:25
5. «Tell Me When» (Utah Saints Mix 1*) — 5:09

## Позиции в хит-парадах
Еженедельные чарты:
| Хит-парад (1995)                            | Высшая позиция | Пребывание в чарте |
| ------------------------------------------- | -------------- | ------------------ |
| Бельгия/Фландрия (Ultratop 50)              | 21             | 6 недель           |
| Великобритания (Club Chart)                 | 24             | нет данных         |
| Великобритания (Dance Singles Chart)        | 4              | 4 недели           |
| Великобритания (Physical Singles Chart)     | 6              | 10 недель          |
| Великобритания (UK Albums Chart)            | 6              | 10 недель          |
| Германия (Offizielle Top 100)               | 53             | 16 недель          |
| Европейский союз (European Hot 100 Singles) | 16             | нет данных         |
| Ирландия (IRMA)                             | 9              | 4 недели           |
| Исландия (Íslenski Listinn Topp 40)         | 27             | нет данных         |
| Канада (RPM Singles Chart)                  | 17             | 16 недель          |
| Нидерланды (Nederlandse Top 40)             | 9              | 4 недели           |
| Нидерланды (Single Top 100)                 | 5              | 4 недели           |
| Новая Зеландия (Recorded Music NZ)          | 47             | 1 неделя           |
| США (Billboard Adult Contemporary)          | 39             | 3 недели           |
| США (Billboard Dance Club Songs)            | 15             | 11 недель          |
| США (Billboard Dance Singles Sales)         | 33             | 2 недели           |
| США (Billboard Hot 100)                     | 31             | 12 недель          |
| США (Billboard Mainstream Top 40)           | 9              | 10 недель          |
| США (Cash Box Top 100 Pop Singles)          | 8              | нет данных         |
| Финляндия (Suomen virallinen lista)         | 11             | нет данных         |
| Шотландия (Scottish Singles Chart)          | 7              | нет данных         |

Годовые чарты:
| Год  | Хит-парад                    | Позиция |
| ---- | ---------------------------- | ------- |
| 1995 | Великобритания (Gallup Poll) | 96      |